# 9931 Herbhauptman
Herbhauptman (asteroide 9931) é um asteroide da cintura principal, a 1,9531634 UA. Possui uma excentricidade de 0,178273 e um período orbital de 1 338,46 dias (3,67 anos).
Herbhauptman tem uma velocidade orbital média de 19,31911493 km/s e uma inclinação de 2,46938º.
Este asteroide foi descoberto em 18 de Abril de 1985 por Antonín Mrkos.